# 112.º Congreso de los Estados Unidos
La 112.º Congreso de los Estados Unidos fue la reunión del Poder Legislativo del Gobierno Federal de los Estados Unidos, compuesto del Senado y la Cámara de Representantes. Se espera que el Congreso inicie en Washington D. C. desde el 3 de enero de 2011 al 3 de enero de 2013, durante ese término, sería el tercer y cuarto año de la presidencia de Barack Obama. Los Senadores electos para el término regular en 2006, estarán en el cargo por última vez durante este congreso. Este también sería el último congreso en la que los distritos congresionales fueron creados a partir del censo de 2000. En las elecciones del 2 de noviembre de 2010, el Partido Republicano obtuvo la mayoría en la Cámara de Representantes. El Partido Demócrata mantuvo la mayoría en el Senado.

## Miembros

### Senado de los Estados Unidos
| - 3. Richard Shelby (R) - 2. Jeff Sessions (R) - 3. Lisa Murkowski (R) - 2. Mark Begich (D) - 3. John McCain (R) - 1. Jon Kyl (R) - 2. Mark Pryor (D) - 3. John Boozman (R) - 1. Dianne Feinstein (D) - 3. Barbara Boxer (D) - 2. Mark Udall (D) - 3. Michael Bennet (D) - 1. Joe Lieberman (I) - 3. Richard Blumenthal (D) - 1. Tom Carper (D) - 2. Chris Coons (D) - 1. Bill Nelson (D) - 3. Marco Rubio (R) - 2. Saxby Chambliss (R) - 3. Johnny Isakson (R) - 3. Daniel Inouye (D), hasta el 17 de diciembre de 2012 - Brian Schatz (D), desde el 26 de diciembre de 2012 - 1. Daniel Akaka (D) - 3. Mike Crapo (R) - 2. Jim Risch (R) - 2. Dick Durbin (D) - 3. Mark Kirk (R) - 1. Richard Lugar (R) - 3. Dan Coats (R) - 3. Chuck Grassley (R) - 2. Tom Harkin (D) - 2. Pat Roberts (R) - 3. Jerry Moran (R) - 2. Mitch McConnell (R) - 3. Rand Paul (R) - 2. Mary Landrieu (D) - 3. David Vitter (R) - 1. Olympia Snowe (R) - 2. Susan Collins (R) - 3. Barbara Mikulski (D) - 1. Ben Cardin (D) - 2. John Kerry (D) - 1. Scott Brown (R) - 2. Carl Levin (D) - 1. Debbie Stabenow (D) - 1. Amy Klobuchar (D) - 2. Al Franken (D) - 2. Thad Cochran (R) - 1. Roger Wicker (R) - 1. Claire McCaskill (D) - 3. Roy Blunt (R) | - 2. Max Baucus (D) - 1. Jon Tester (D) - 1. Ben Nelson (D) - 2. Mike Johanns (R) - 3. Harry Reid (D) - 1. John Ensign (R), hasta 3 de mayo de 2011 - Dean Heller (R), desde 9 de mayo de 2011 - 2. Jeanne Shaheen (D) - 3. Kelly Ayotte (R) - 2. Frank Lautenberg (D) - 1. Bob Menendez (D) - 1. Jeff Bingaman (D) - 2. Tom Udall (D) - 3. Charles Schumer (D) - 1. Kirsten Gillibrand (D) - 3. Richard Burr (R) - 2. Kay Hagan (D) - 1. Kent Conrad (D) - 3. John Hoeven (R) - 1. Sherrod Brown (D) - 3. Rob Portman (R) - 2. Jim Inhofe (R) - 3. Tom Coburn (R) - 3. Ron Wyden (D) - 2. Jeff Merkley (D) - 1. Bob Casey, Jr. (D) - 3. Pat Toomey (R) - 2. Jack Reed (D) - 1. Sheldon Whitehouse (D) - 2. Lindsey Graham (R) - 3. Jim DeMint (R), hasta el 1 de enero de 2013 - Tim Scott (R), desde el 2 de enero de 2013 - 2. Tim Johnson (D) - 3. John Thune (R) - 2. Lamar Alexander (R) - 1. Bob Corker (R) - 1. Kay Bailey Hutchison (R) - 2. John Cornyn (R) - 1. Orrin Hatch (R) - 3. Mike Lee (R) - 3. Patrick Leahy (D) - 1. Bernie Sanders (I) - 1. Jim Webb (D) - 2. Mark Warner (D) - 3. Patty Murray (D) - 1. Maria Cantwell (D) - 2. Jay Rockefeller (D) - 1. Joe Manchin (D) - 1. Herb Kohl (D) - 3. Ron Johnson (R) - 2. Mike Enzi (R) - 1. John Barrasso (R) |  |

#### Wyoming

Membrencía por partidos
2 Demócratas
1 Demócrata y 1 Republicano
2 Republicanos
1 Independiente y 1 Demócrata

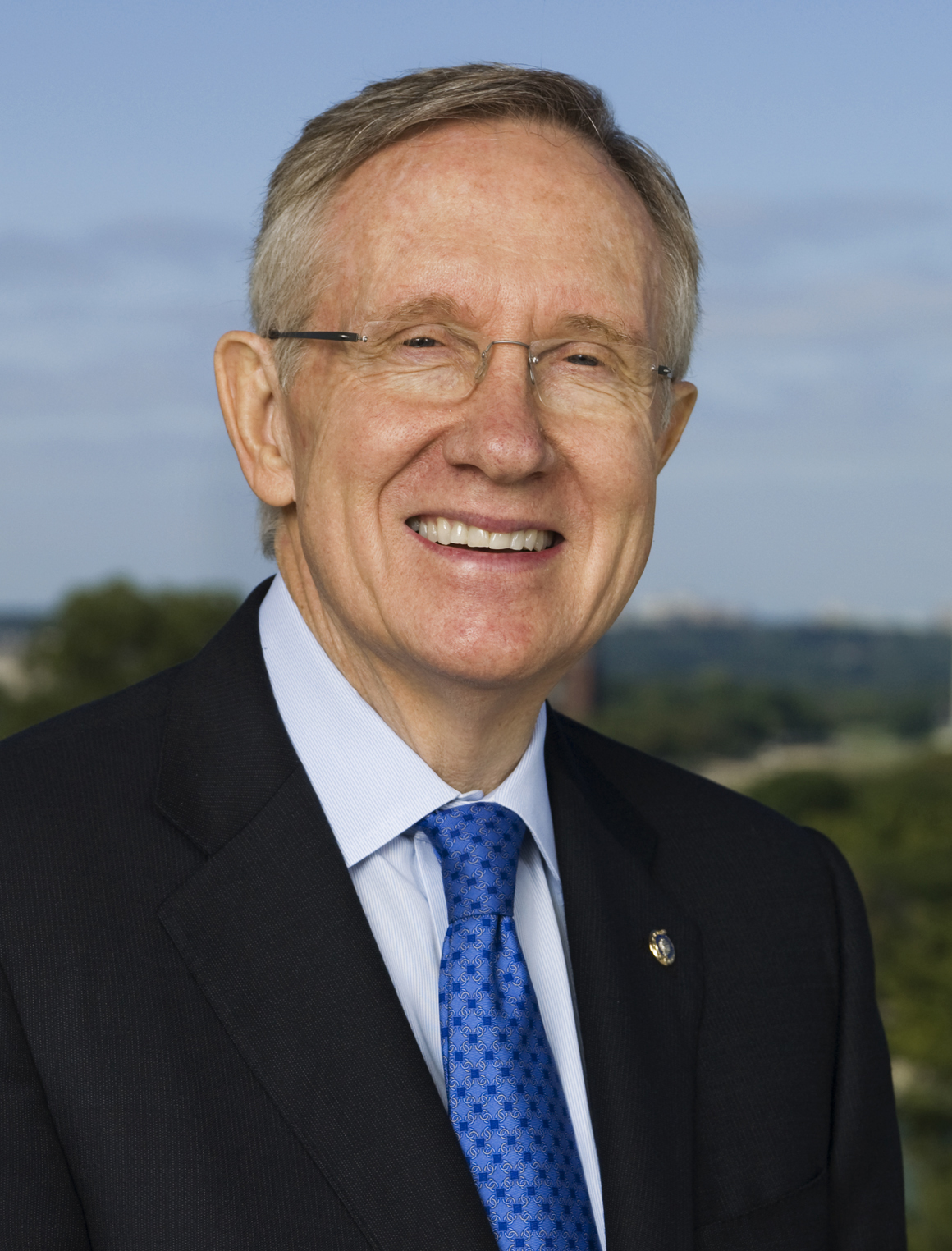
Líder mayoría del Senado
Harry Reid (D)

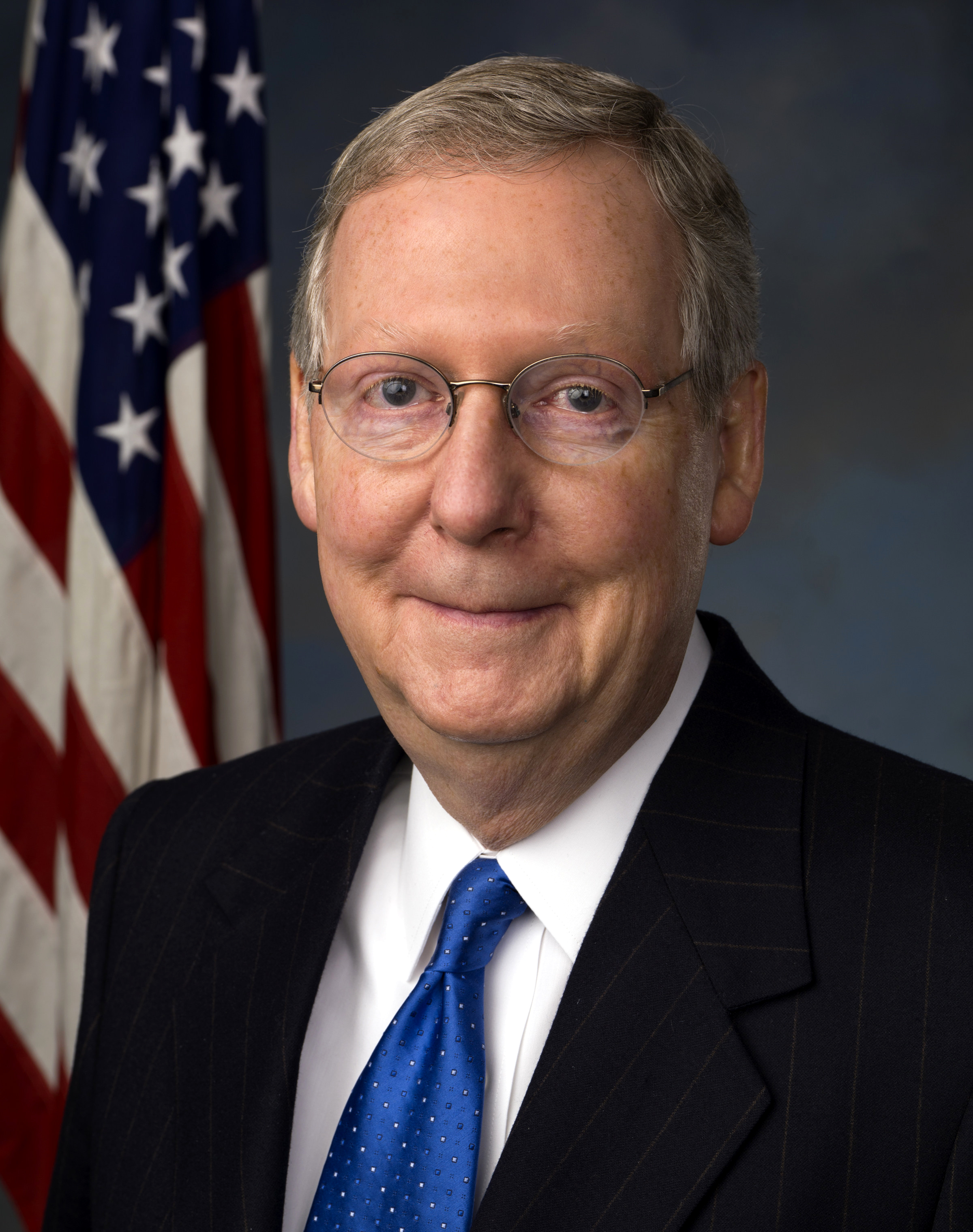
Líder minoría del Senado
Mitch McConnell (R)

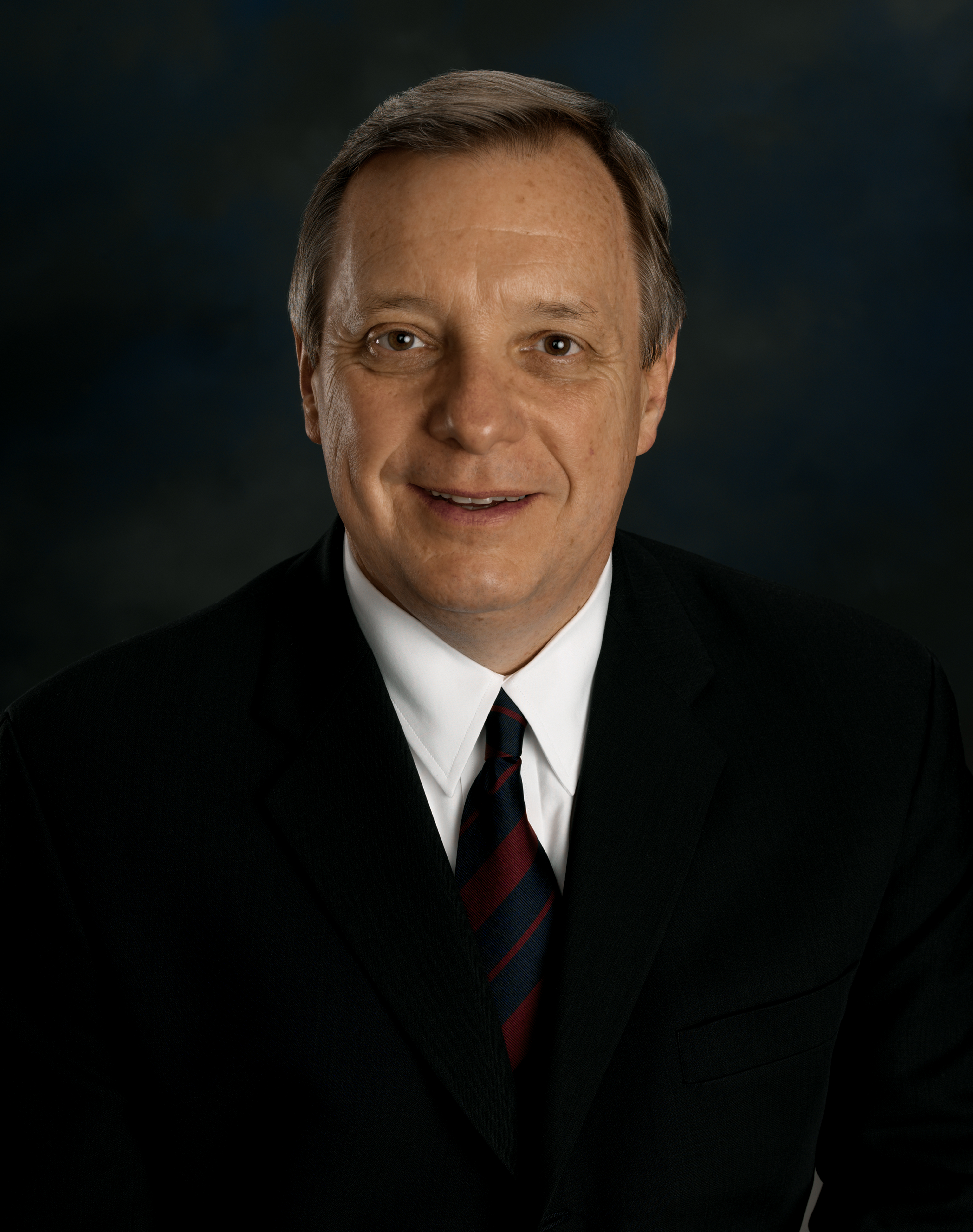
Mayoría whip del Senado
Dick Durbin (D)

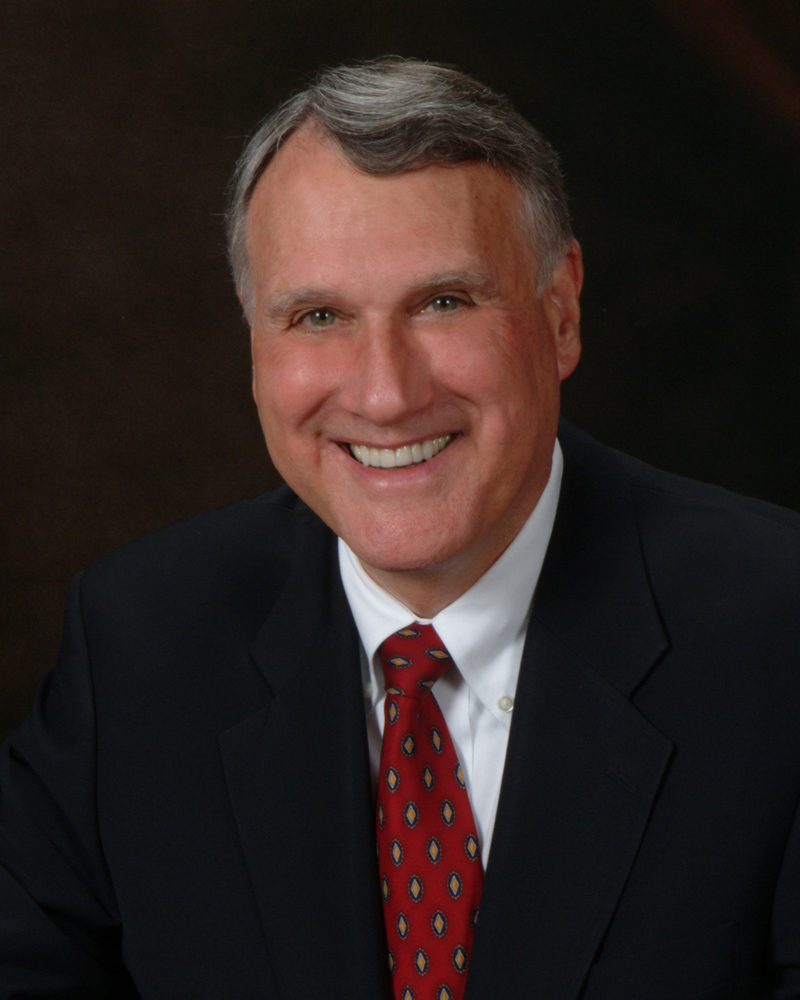
Minoría whip del Senado
Jon Kyl (R)

### Cámara de Representantes
| (6–1 Republicano) - 1. Jo Bonner (R) - 2. Martha Roby (R) - 3. Mike Rogers (R) - 4. Robert Aderholt (R) - 5. Mo Brooks (R) - 6. Spencer Bachus (R) - 7. Terri Sewell (D) (1 Republicanos) - At-large. Don Young (R) (5–3 Republicanos) - 1. Paul Gosar (R) - 2. Trent Franks (R) - 3. Ben Quayle (R) - 4. Ed Pastor (D) - 5. David Schweikert (R) - 6. Jeff Flake (R) - 7. Raúl Grijalva (D) - 8. Gabrielle Giffords (D), hasta desde 25, 2012 - Ron Barber (D), desde el 12 de junio de 2012 (3–1 Republicano) - 1. Rick Crawford (R) - 2. Timothy Griffin (R) - 3. Steve Womack (R) - 4. Mike Ross (D) (32–19 Demócratas, 2 vacante) - 1. Mike Thompson (D) - 2. Wally Herger (R) - 3. Dan Lungren (R) - 4. Tom McClintock (R) - 5. Doris Matsui (D) - 6. Lynn Woolsey (D) - 7. George Miller (D) - 8. Nancy Pelosi (D) - 9. Barbara Lee (D) - 10. John Garamendi (D) - 11. Jerry McNerney (D) - 12. Jackie Speier (D) - 13. Pete Stark (D) - 14. Anna Eshoo (D) - 15. Mike Honda (D) - 16. Zoe Lofgren (D) - 17. Sam Farr (D) - 18. Dennis Cardoza (D), hasta el 15 de agosto de 2012 - vacante desde el 15 de agosto de 2012 - 19. Jeff Denham (R) - 20. Jim Costa (D) - 21. Devin Nunes (R) - 22. Kevin McCarthy (R) - 23. Lois Capps (D) - 24. Elton Gallegly (R) - 25. Howard McKeon (R) - 26. David Dreier (R) - 27. Brad Sherman (D) - 28. Howard Berman (D) - 29. Adam Schiff (D) - 30. Henry Waxman (D) - 31. Xavier Becerra (D) - 32. Judy Chu (D) - 33. Karen Bass (D) - 34. Lucille Roybal-Allard (D) - 35. Maxine Waters (D) - 36. Jane Harman (D), hasta el 28 de febrero de 2011 - Janice Hahn (D), desde el 12 de julio de 2011 - 37. Laura Richardson (D) - 38. Grace Napolitano (D) - 39. Linda Sánchez (D) - 40. Ed Royce (R) - 41. Jerry Lewis (R) - 42. Gary Miller (R) - 43. Joe Baca (D) - 44. Ken Calvert (R) - 45. Mary Bono Mack (R) - 46. Dana Rohrabacher (R) - 47. Loretta Sánchez (D) - 48. John Campbell (R) - 49. Darrell Issa (R) - 50. Brian Bilbray (R) - 51. Bob Filner (D), hasta el 3 de diciembre de 2012 - vacante desde el 3 de diciembre de 2012 - 52. Duncan Hunter (R) - 53. Susan Davis (D) (4–3 Republicanos) - 1. Diana DeGette (D) - 2. Jared Polis (D) - 3. Scott Tipton (R) - 4. Cory Gardner (R) - 5. Doug Lamborn (R) - 6. Mike Coffman (R) - 7. Ed Perlmutter (D) (5 Demócratas) - 1. John Larson (D) - 2. Joe Courtney (D) - 3. Rosa DeLauro (D) - 4. Jim Himes (D) - 5. Chris Murphy (D) (1 Demócrata) - At-large. John Carney (D) (19–6 Republicanos) - 1. Jeff Miller (R) - 2. Steve Southerland (R) - 3. Corrine Brown (D) - 4. Ander Crenshaw (R) - 5. Rich Nugent (R) - 6. Cliff Stearns (R) - 7. John Mica (R) - 8. Daniel Webster (R) - 9. Gus Bilirakis (R) - 10. Bill Young (R) - 11. Kathy Castor (D) - 12. Dennis Ross (R) - 13. Vern Buchanan (R) - 14. Connie Mack (R) - 15. Bill Posey (R) - 16. Tom Rooney (R) - 17. Frederica Wilson (D) - 18. Ileana Ros-Lehtinen (R) - 19. Ted Deutch (D) - 20. Debbie Wasserman Schultz (D) - 21. Mario Diaz-Balart (R) - 22. Allen West (R) - 23. Alcee Hastings (D) - 24. Sandy Adams (R) - 25. David Rivera (R) (8–5 Republicanos) - 1. Jack Kingston (R) - 2. Sanford Bishop (D) - 3. Lynn Westmoreland (R) - 4. Hank Johnson (D) - 5. John Lewis (D) - 6. Tom Price (R) - 7. Rob Woodall (R) - 8. Austin Scott (R) - 9. Tom Graves (R) - 10. Paul Broun (R) - 11. Phil Gingrey (R) - 12. John Barrow (D) - 13. David Scott (D) (2 Demócratas) - 1. Colleen Hanabusa (D) - 2. Mazie Hirono (D) (2 Republicanos) - 1. Raul Labrador (R) - 2. Mike Simpson (R) (11–7 Republican, 1 vacante) - 1. Bobby Rush (D) - 2. Jesse Jackson, Jr. (D), hasta el 21 de noviembre de 2012. - vacante desde el 21 de noviembre de 2012 - 3. Dan Lipinski (D) - 4. Luis Gutiérrez (D) - 5. Michael Quigley (D) - 6. Peter Roskam (R) - 7. Danny Davis (D) - 8. Joe Walsh (R) - 9. Jan Schakowsky (D) - 10. Robert Dold (R) - 11. Adam Kinzinger (R) - 12. Jerry Costello (D) - 13. Judy Biggert (R) - 14. Randy Hultgren (R) - 15. Tim Johnson (R) - 16. Don Manzullo (R) - 17. Bobby Schilling (R) - 18. Aaron Schock (R) - 19. John Shimkus (R) (6–3 Republicanos) - 1. Pete Visclosky (D) - 2. Joe Donnelly (D) - 3. Marlin Stutzman (R) - 4. Todd Rokita (R) - 5. Dan Burton (R) - 6. Mike Pence (R) - 7. Andre Carson (D) - 8. Larry Bucshon (R) - 9. Todd Young (R) (3–2 Demócratas) - 1. Bruce Braley (D) - 2. David Loebsack (D) - 3. Leonard Boswell (D) - 4. Tom Latham (R) - 5. Steve King (R) (4 Republicanos) - 1. Tim Huelskamp (R) - 2. Lynn Jenkins (R) - 3. Kevin Yoder (R) - 4. Mike Pompeo (R) (4–2 Republicanos) - 1. Ed Whitfield (R) - 2. Brett Guthrie (R) - 3. John Yarmuth (D) - 4. Geoff Davis (R), hasta el 31 de julio de 2012 - Thomas Massie (R), desde el 6 de noviembre de 2012 - 5. Hal Rogers (R) - 6. Ben Chandler (D) (6–1 Republicano) - 1. Steve Scalise (R) - 2. Cedric Richmond (D) - 3. Jeff Landry (R) - 4. John Fleming (R) - 5. Rodney Alexander (R) - 6. Bill Cassidy (R) - 7. Charles Boustany (R) (2 Demócratas) - 1. Chellie Pingree (D) - 2. Mike Michaud (D) (6–2 Demócratas) - 1. Andrew Harris (R) - 2. Dutch Ruppersberger (D) - 3. John Sarbanes (D) - 4. Donna Edwards (D) - 5. Steny Hoyer (D) - 6. Roscoe Bartlett (R) - 7. Elijah Cummings (D) - 8. Chris Van Hollen (D) (10 Demócratas) - 1. John Olver (D) - 2. Richard Neal (D) - 3. Jim McGovern (D) - 4. Barney Frank (D) - 5. Niki Tsongas (D) - 6. John Tierney (D) - 7. Ed Markey (D) - 8. Mike Capuano (D) - 9. Stephen Lynch (D) - 10. William Keating (D) (8–7 Republicanos) - 1. Dan Benishek (R) - 2. Bill Huizenga (R) - 3. Justin Amash (R) - 4. Dave Camp (R) - 5. Dale Kildee (D) - 6. Fred Upton (R) - 7. Tim Walberg (R) - 8. Mike Rogers (R) - 9. Gary Peters (D) - 10. Candice Miller (R) - 11. Thaddeus McCotter (R) hasta el 6 de julio de 2012 - David Curson (D) desde el 6 de noviembre de 2012 - 12. Sander Levin (D) - 13. Hansen Clarke (D) - 14. John Conyers (D) - 15. John Dingell (D) (4–4 dividido) - 1. Tim Walz (D) - 2. John Kline (R) - 3. Erik Paulsen (R) - 4. Betty McCollum (D) - 5. Keith Ellison (D) - 6. Michele Bachmann (R) - 7. Collin Peterson (D) - 8. Chip Cravaack (R) (3–1 Republicano) - 1. Alan Nunnelee (R) - 2. Bennie Thompson (D) - 3. Gregg Harper (R) - 4. Steven Palazzo (R) | (6–3 Republicanos) - 1. William Clay (D) - 2. Todd Akin (R) - 3. Russ Carnahan (D) - 4. Vicky Hartzler (R) - 5. Emanuel Cleaver (D) - 6. Sam Graves (R) - 7. Bill Long (R) - 8. Jo Ann Emerson (R) - 9. Blaine Luetkemeyer (R) (1 Republicanos) - At-large. Denny Rehberg (R) (3 Republicanos) - 1. Jeff Fortenberry (R) - 2. Lee Terry (R) - 3. Adrian Smith (R) (2-1 Republicanos) - 1. Shelley Berkley (D) - 2. Dean Heller (R), hasta 9 de mayo de 2011 - Mark Amodei (R), desde el 13 de septiembre de 2011 - 3. Joe Heck (R) (2 Republicanos) - 1. Frank Guinta (R) - 2. Charles Bass (R) (7-6 Demócratas) - 1. Rob Andrews (D) - 2. Frank LoBiondo (R) - 3. Jon Runyan (R) - 4. Chris Smith (R) - 5. Scott Garrett (R) - 6. Frank Pallone (D) - 7. Leonard Lance (R) - 8. Bill Pascrell (D) - 9. Steve Rothman (D) - 10. Donald Payne (D), hasta el 6 de marzo de 2012 - Donald Payne, Jr. (D), desde el 6 de noviembre de 2012 - 11. Rodney Frelinghuysen (R) - 12. Rush Holt (D) - 13. Albio Sires (D) (2–1 Demócrata) - 1. Martin Heinrich (D) - 2. Steve Pearce (R) - 3. Ben Lujan (D) (21–8 Demócratas) - 1. Tim Bishop (D) - 2. Steve Israel (D) - 3. Peter King (R) - 4. Carolyn McCarthy (D) - 5. Gary Ackerman (D) - 6. Gregory Meeks (D) - 7. Joseph Crowley (D) - 8. Jerrold Nadler (D) - 9. Anthony Weiner (D), hasta el 21 de junio de 2011 - Bob Turner (R), desde el 13 de septiembre de 2011 - 10. Edolphus Towns (D) - 11. Yvette Clarke (D) - 12. Nydia Velázquez (D) - 13. Michael Grimm (R) - 14. Carolyn Maloney (D) - 15. Charles Rangel (D) - 16. Jose Serrano (D) - 17. Eliot Engel (D) - 18. Nita Lowey (D) - 19. Nan Hayworth (R) - 20. Chris Gibson (R) - 21. Paul Tonko (D) - 22. Maurice Hinchey (D) - 23. Bill Owens (D) - 24. Richard Hanna (R) - 25. Ann Marie Buerkle (R) - 26. Chris Lee (R), hasta el 9 de febrero de 2011 - Kathy Hochul (D), desde 24 de mayo de 2011 - 27. Brian Higgins (D) - 28. Louise Slaughter (D) - 29. Tom Reed (R) (7–6 Demócratas) - 1. G. K. Butterfield (D) - 2. Renee Ellmers (R) - 3. Walter Jones (R) - 4. David Price (D) - 5. Virginia Foxx (R) - 6. Howard Coble (R) - 7. Mike McIntyre (D) - 8. Larry Kissell (D) - 9. Sue Myrick (R) - 10. Patrick McHenry (R) - 11. Heath Shuler (D) - 12. Mel Watt (D) - 13. Brad Miller (D) (1 Republicanos) - At-large. Rick Berg (R) (13–5 Republicanos) - 1. Steve Chabot (R) - 2. Jean Schmidt (R) - 3. Mike Turner (R) - 4. Jim Jordan (R) - 5. Bob Latta (R) - 6. Bill Johnson (R) - 7. Steve Austria (R) - 8. John Boehner (R) - 9. Marcy Kaptur (D) - 10. Dennis Kucinich (D) - 11. Marcia Fudge (D) - 12. Pat Tiberi (R) - 13. Betty Sutton (D) - 14. Steve LaTourette (R) - 15. Steve Stivers (R) - 16. Jim Renacci (R) - 17. Tim Ryan (D) - 18. Bob Gibbs (R) (4–1 Republicano) - 1. John Sullivan (R) - 2. Dan Boren (D) - 3. Frank Lucas (R) - 4. Tom Cole (R) - 5. James Lankford (R) (4–1 Demócrata) - 1. David Wu (D), hasta el 3 de agosto de 2011 - Suzanne Bonamici (D), desde desde 31, 2012 - 2. Greg Walden (R) - 3. Earl Blumenauer (D) - 4. Peter DeFazio (D) - 5. Kurt Schrader (D) (12–7 Republicanos) - 1. Bob Brady (D) - 2. Chaka Fattah (D) - 3. Mike Kelly (R) - 4. Jason Altmire (D) - 5. Glenn Thompson (R) - 6. Jim Gerlach (R) - 7. Pat Meehan (R) - 8. Mike Fitzpatrick (R) - 9. Bill Shuster (R) - 10. Tom Marino (R) - 11. Lou Barletta (R) - 12. Mark Critz (D) - 13. Allyson Schwartz (D) - 14. Michael Doyle (D) - 15. Charlie Dent (R) - 16. Joseph Pitts (R) - 17. Tim Holden (D) - 18. Timothy Murphy (R) - 19. Todd Platts (R) (2 Demócratas) - 1. David Cicilline (D) - 2. James Langevin (D) (5–1 Republicano) - 1. Tim Scott (R), hasta desde 2, 2013 - vacante desde desde 2, 2013 - 2. Joe Wilson (R) - 3. Jeff Duncan (R) - 4. Trey Gowdy (R) - 5. Mick Mulvaney (R) - 6. Jim Clyburn (D) (1 Republicanos) - At-large. Kristi Noem (R) (7–2 Republicanos) - 1. Phil Roe (R) - 2. Jimmy Duncan (R) - 3. Chuck Fleischmann (R) - 4. Scott DesJarlais (R) - 5. Jim Cooper (D) - 6. Diane Black (R) - 7. Marsha Blackburn (R) - 8. Stephen Fincher (R) - 9. Steve Cohen (D) (23–9 Republicanos) - 1. Louie Gohmert (R) - 2. Ted Poe (R) - 3. Sam Johnson (R) - 4. Ralph Hall (R) - 5. Jeb Hensarling (R) - 6. Joe Barton (R) - 7. John Culberson (R) - 8. Kevin Brady (R) - 9. Al Green (D) - 10. Michael McCaul (R) - 11. Mike Conaway (R) - 12. Kay Granger (R) - 13. Mac Thornberry (R) - 14. Ron Paul (R) - 15. Ruben Hinojosa (D) - 16. Silvestre Reyes (D) - 17. Bill Flores (R) - 18. Sheila Jackson Lee (D) - 19. Randy Neugebauer (R) - 20. Charlie Gonzalez (D) - 21. Lamar Smith (R) - 22. Pete Olson (R) - 23. Quico Canseco (R) - 24. Kenny marzoant (R) - 25. Lloyd Doggett (D) - 26. Michael Burgess (R) - 27. Blake Farenthold (R) - 28. Henry Cuellar (D) - 29. Gene Green (D) - 30. Eddie Bernice Johnson (D) - 31. John Carter (R) - 32. Pete Sessions (R) (2–1 Republicano) - 1. Rob Bishop (R) - 2. Jim Matheson (D) - 3. Jason Chaffetz (R) (1 Demócrata) - At-large. Peter Welch (D) (8–3 Republicanos) - 1. Rob Wittman (R) - 2. Scott Rigell (R) - 3. Bobby Scott (D) - 4. Randy Forbes (R) - 5. Robert Hurt (R) - 6. Bob Goodlatte (R) - 7. Eric Cantor (R) - 8. Jim Moran (D) - 9. Morgan Griffith (R) - 10. Frank Wolf (R) - 11. Gerry Connolly (D) (5–4 Demócratas) - 1. Jay Inslee (D), hasta el 20 de marzo de 2012 - Suzan DelBene (D), desde el 6 de noviembre de 2012 - 2. Rick Larsen (D) - 3. Jaime Herrera Beutler (R) - 4. Doc Hastings (R) - 5. Cathy McMorris Rodgers (R) - 6. Norman Dicks (D) - 7. Jim McDermott (D) - 8. Dave Reichert (R) - 9. Adam Smith (D) (2–1 Republicano) - 1. David McKinley (R) - 2. Shelley Moore Capito (R) - 3. Nick Rahall (D) (5–3 Republicanos) - 1. Paul Ryan (R) - 2. Tammy Baldwin (D) - 3. Ron Kind (D) - 4. Gwen Moore (D) - 5. Jim Sensenbrenner (R) - 6. Tom Petri (R) - 7. Sean Duffy (R) - 8. Reid Ribble (R) (1 Republicano) - At-large. Cynthia Lummis (R) (5 Demócratas, 1 D/NPP) - Samoa Americana. Eni Faleomavaega (D) - Distrito de Columbia. Eleanor Holmes Norton (D) - Guam. Madeleine Bordallo (D) - Islas Marianas del Norte. Gregorio Sablan (D) - Puerto Rico. Pedro Pierluisi (D)/(NPP) - Islas Vírgenes de los Estados Unidos. Donna Christian-Christensen (D) |  |

Porcentaje de miembros de cada partido, entre más azul más Demócratas y a más rojo más Republicanos.

Membrencía por cada partido por distrito
Demócrata
Republicano

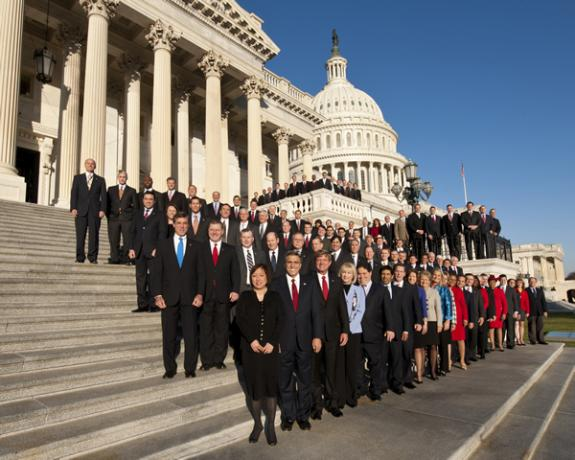
Congresistas de la Cámara de Representantes de 2011

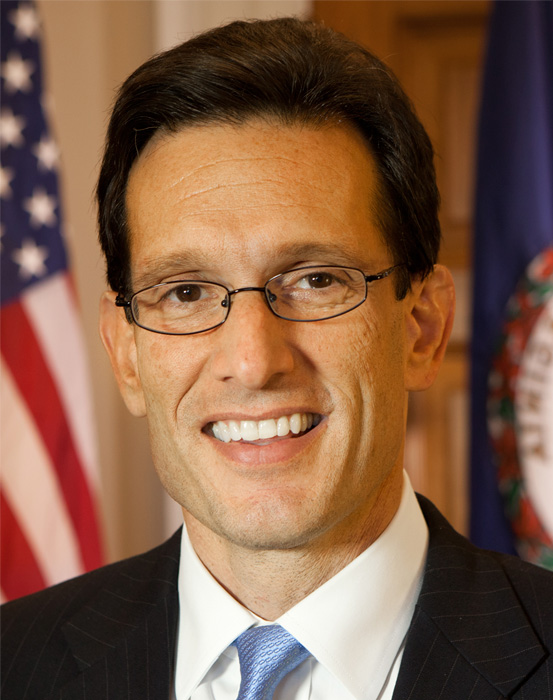
Líder Mayoría de la Cámara
Eric Cantor (R)

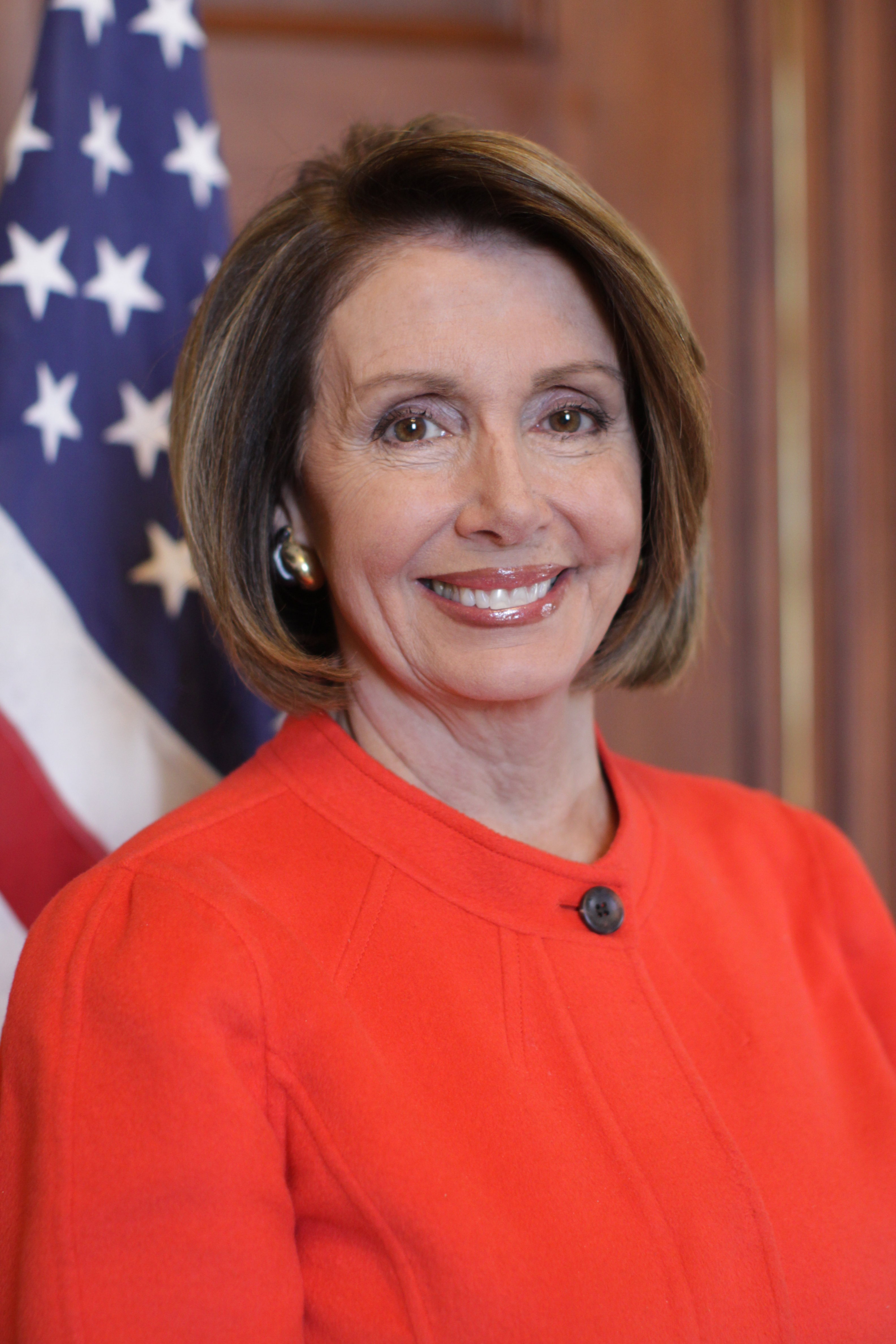
Líder Minoría de la Cámara
Nancy Pelosi (D)

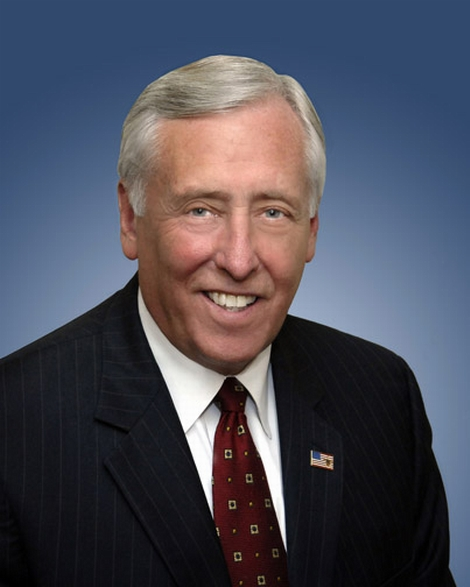
Minoría Whip de la Cámara
Steny Hoyer (D)